# Speltbrood

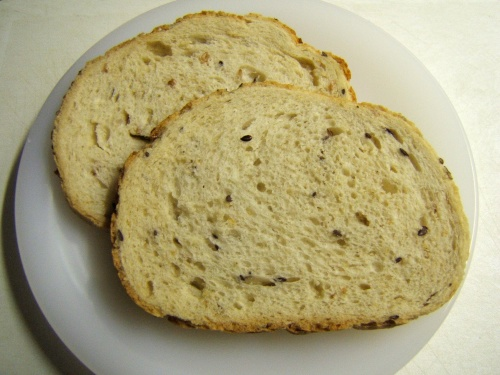
Sneetjes speltbrood

Speltbrood kent zijn oorsprong in de vroege middeleeuwen en was naast roggebrood een algemeen geconsumeerd brood. Spelt (Triticum spelta) is van origine een tarwesoort uit het gebied van de Vruchtbare Sikkel en kan zeer goed voor de broodbereiding gebruikt worden.
Met name in Duitsland is er een speltbroodcultuur, die inspeelt op de huidige gezondheidstrend: slow food. In Nederland en België is sinds een paar jaar een trend zichtbaar rondom speltbrood. Deze trend wordt vaak ondersteund door lokale organisaties.
Spelt en tarwe verschillen in voedingswaarde nauwelijks van elkaar. Spelt bevat ook gluten, net als tarwe. Mensen die last hebben van glutenallergie kunnen dus ook geen speltbrood eten. Speltbrood bevat niet méér of beter eiwit dan tarwebrood, de samenstelling van de koolhydraten is vergelijkbaar, speltbrood is een iets betere bron van onverzadigde vetzuren maar bevat weer minder van het gezonde omega 3 dan tarwebrood. Speltbrood bevat wellicht iets meer vezels dan tarwe, maar niet genoeg om daar een gezondheidsclaim aan te mogen ontlenen.
De definitie van speltbrood is niet opgenomen in de Nederlandse Warenwet. Voor volkorenbrood is dit bijvoorbeeld wel zo. Als je een brood koopt waar 'volkoren' op staat, moet dit ook echt volledig uit volkoren bestaan. Voor de ingrediënten van speltbrood is dit vrij; er mag dus bijgemengd worden. In Duitsland is het wel in de wet geregeld. Daar mag een speltbrood pas zo genoemd worden als dit voor minimaal 90 procent uit spelt bestaat.